# إس. إف. بروك
إس. إف. بروك (بالإنجليزية: S. F. Brock)‏ هو مهندس أمريكي، ولد في 1880، وتوفي في 1918.